# Georges Cain

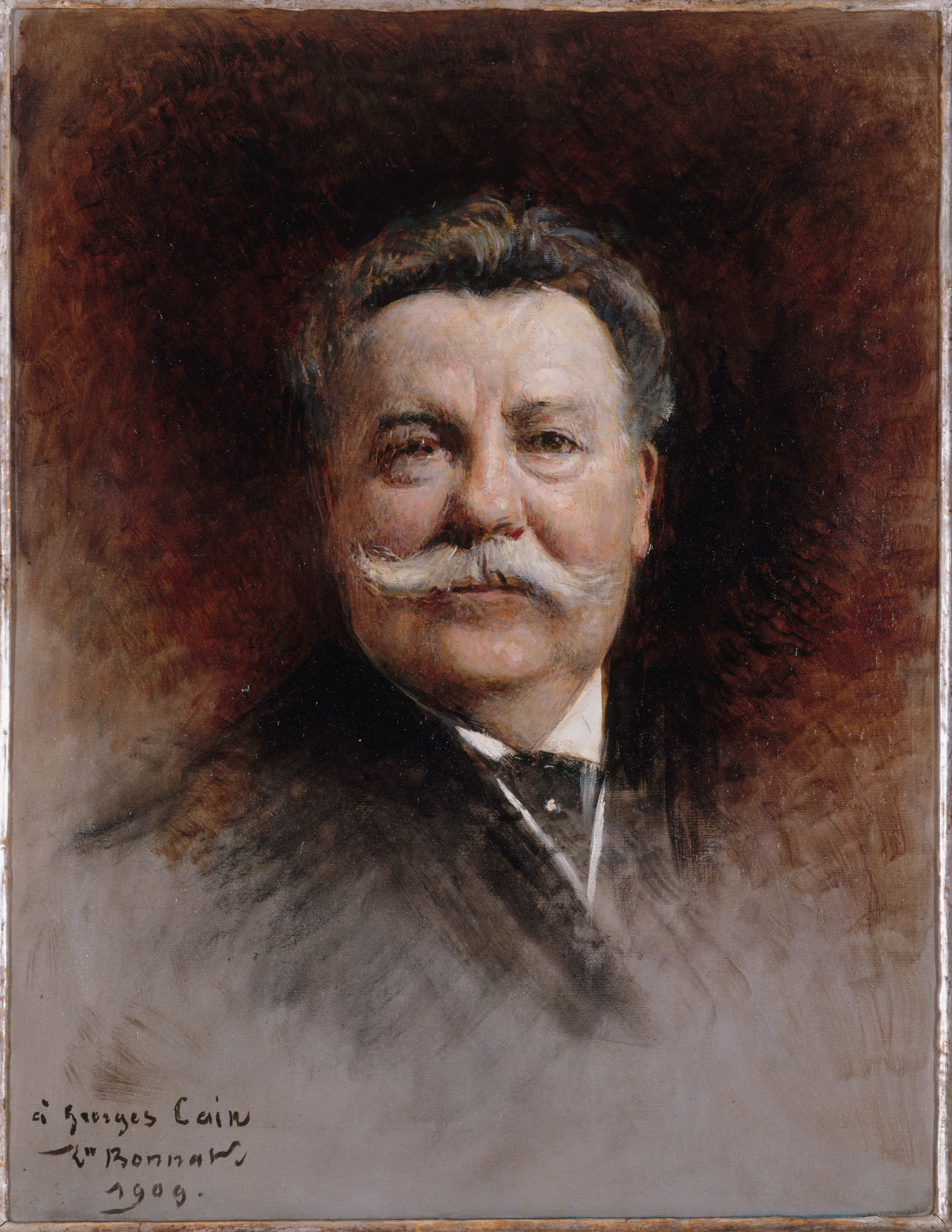
Georges Cain

Georges Jules Auguste Cain (* 16. April 1856 in Paris; † 4. März 1919 ebenda) war ein französischer Maler (Historienmalerei).

## Leben
Cain entstammte einer Künstlerfamilie: Sein Großvater Pierre-Jules Mène und sein Vater Auguste-Nicolas Caïn waren Bildhauer, sein Bruder Henri Schriftsteller.
Nach erstem künstlerischen Unterricht durch seinen Vater wurde Cain schon früh an die École des Beaux-Arts (EBA) und wurde Schüler bei Alexandre Cabanel und Jean-Georges Vibert. Später lernte er im Atelier von Édouard Detaille. Mit der Unterstützung seiner Lehrer konnte Cain bereits 1878 an der Jahresausstellung des Salon de Paris teilnehmen. Vom Publikum wie von der offiziellen Kunstkritik hochgelobt, wirkte er bis 1900 nahezu an jeder dieser jährlich stattfindenden Ausstellungen mit.
Daneben konnte er mit den Jahren große Erfolge als Illustrator erzielen. 1897 berief man Cain zum Kurator des Musée Carnavalet und als solcher verfasste er einige Sachbücher.
Sechs Wochen vor seinem 63. Geburtstag starb Georges Cain am 4. März 1919 in Paris und fand dort seine letzte Ruhestätte.

## Ehrungen
Im zu Ehren trägt der Square Georges Cain im 3. Arrondissement von Paris seinen Namen.

## Werke (Auswahl)
Ölgemälde
- Le procès. 1881.
- Elegante au tricorne. 1889.
- La comedie humaine. 1896.
- Le buste

Illustrationen

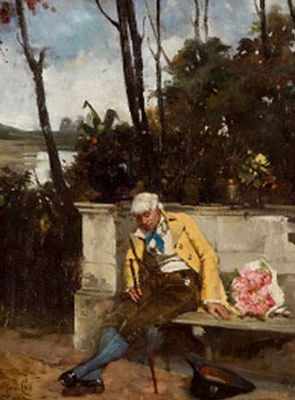
L'amoureux éconduit

- Pierre Augustin Caron de Beaumarchais: Le barbier de Séville.
- Honoré de Balzac: La cousine Bette.

eigene Bücher
- Environs de Paris. Flammarion, Paris 1911/13 (2 Bde.).
- Coins de Paris. Avec 105 illustrations documentaires. Flammarion, Paris 1907.
- Guide explicatif du musée Carnavalet. Paris 1903.